# Charlotte Rollé-Jacques
Pour les articles homonymes, voir Rollé et Jacques.
Charlotte Rollé-Jacques, née Charlotte Adèle Louise Jacques à Mametz (Pas-de-Calais) le 31 janvier 1835 et morte le 19 octobre 1914 à Paris (5e arrondissement), est une compositrice française.

## Biographie
Charlotte Jacques est la fille de l'instituteur Adolphe Auguste Jacques et d'Agnès Gabrielle Caillieu,. Elle est formée à la composition au Conservatoire de musique et de déclamation à Paris dans la classe de contrepoint et fugue d'Aimé Leborne et est la première femme à obtenir une récompense dans ces classes depuis la création de l'école en 1795. Charlotte Jacques n'obtient pas le prix de contrepoint et fugue mais un deuxième accessit en 1861, récompense moins prestigieuse. Jusqu'en 1874, Charlotte Jacques reste la seule femme récompensée des classes de composition du Conservatoire de Paris. C'est ainsi 13 ans après que Marie Renaud reçoit un deuxième accessit de contrepoint et fugue, puis un premier prix en 1876. 
Son opérette en un acte La veillée, sur des paroles de Monsieur Boy, est créée le 26 décembre 1862 au Théâtre Déjazet à Paris et est reprise à Lille en novembre 1863. La Revue et Gazette musicale de Paris du 4 janvier 1863 salue la création de l'opérette de Charlotte Jacques : « C'est un début des plus heureux et des plus encourageants pour l'avenir de Mlle Jacques ». 
À partir de 1863, Charlotte Jacques se fait appeler Charlotte Jacques-Labalette. Plus tard elle épouse Silvain Jérôme Augustin Rollé et devient Charlotte Rollé-Jacques. Elle professe le piano et l'harmonie.  
Elle est nommée officier d'académie dans l'ordre des Palmes académiques en 1891 puis promue officier de l'Instruction publique en 1898, est récompensée de la médaille d'or de la mutualité en 1906 et est élevée au rang de Chevalier de la Légion d'honneur le 16 juin 1912 par décret du Ministre du travail.

## Œuvres (sélection)

### Opérette
- La Veillée (1862), opérette en un acte sur des paroles de Monsieur Boy

### Mélodies
- Pense à moi (1858), élégie, sur une poésie de Mme la Comtesse de La Rochefoucauld
- Souffle d'amour (1861), mélodie, paroles de Auguste Delêtre
- Le Chant du cygne (1863), paroles de Henri Denys
- Oh, j'ai pleuré (1863), paroles de M. Ratisbonne
- L'Orphelin (1863), paroles de M. Boy
- Aimer, c'est déjà prier Dieu (1864), paroles de M. Vignon
- Aimons-nous, ne le disons pas (1864), paroles de M. Chambille
- La Jalousie (1864), paroles de Louise Rollé
- Rose et Pâquerette (1864), paroles de Louise Rollé
- La chanson de Panurge (1865), chanson bachique, paroles de Henri Denys
- La Fée (1866), romance, paroles de Léo Bisson
- Le secret de Bernerette (1867), poésie d'Alexandre Piedagnel
- Viens au bord de la mer (1867), sonnet tiré du Printemps de la vie, poésie de Louis Ratisbonne

### Musique instrumentale
- Caprice fantastique (1857), danse des fantômes pour piano
- Julia (1857), redowa pour piano

### Musique vocale
- Les enfants charitables (1889), chœurs à 3 voix, paroles et musique de Charlotte Rollé-Jacques, dédicace à Adolphe Danhauser
- Vive la France ! (1892), chœur à 3 parties, paroles et musique de Charlotte Rollé-Jacques, dédicace à Eugène Poubelle
- La raison libre (1907), chant populaire à 2 voix, paroles et musique de Charlotte Rollé-Jacques, dédicace à la Ligue française de l'enseignement